# Наркондам
Наркондам (хинди नर्कोन्दम द्वीप) — остров в Андаманском море.
Площадь — около 9 км². Диаметр острова составляет примерно 3 x 4 км. Высота 710 м. Является вторым островом по высоте и самым восточным островом союзной территории Андаманские и Никобарские острова. До 1986 года на Наркондам претендовала Бирма.
Расположен в 120 км к востоку от Северного Андамана. Наркондам представляет собой потухший стратовулкан. Однако после землетрясения 2004 года на следующий год фиксировалась небольшая активность. Морское дно у острова находится на глубине около километра, таким образом, высота вулкана составляет около 1700 м. В 150 км к югу находится активный вулкан Баррен.
Остров также известен в силу того, что является единственным местом обитания наркондамской птицы-носорога и вида белозубок Crocidura narcondamica.